# Bathyclarias worthingtoni
Bathyclarias worthingtoni és una espècie de peix de la família dels clàrids i de l'ordre dels siluriformes. Es troba a Àfrica: és una espècie de peix endèmica del llac Malawi. Els mascles poden assolir els 80 cm de llargària total.